# Bumble Bee Slim
Bumble Bee Slim, geboren als Amos Easton (Brunswick (Georgia), 7 mei 1905 - Los Angeles, 1968), was een Amerikaanse blueszanger, -gitarist en songwriter.

## Biografie
Easton moest vroeg werken. Na een onrustige jeugd, soms in een circus, kwam hij in 1928 naar Indianapolis, waar hij Leroy Carr ontmoette, die met Scrapper Blackwell het meest trendy bluesduo van die tijd was. Easton verscheen onder de naam Bumble Bee Slim. In 1931 maakte hij zijn eerste opname Chain Gang Bound in Chicago. Het jaar daarop had hij een hit met B&O Blues. Tussen 1934 en 1937 nam Bumble Bee Slim meer dan 150 nummers op, begeleid door bekende muzikanten als Big Bill Broonzy, Memphis Minnie en Peetie Wheatstraw. Slim keerde terug naar Georgia in 1937. Begin jaren 1940 ging hij naar Los Angeles, waar hij hoopte voet aan de grond te krijgen in de filmwereld. Al snel keerde hij terug naar de blues. Hij nam nog een paar albums op en speelde tot zijn dood in de omgeving van Los Angeles, maar kon zijn eerdere succes niet voortzetten.

## Overlijden
Bumble Bee Slim overleed waarschijnlijk in 1968 op 63-jarige leeftijd.

## Discografie
- Bumble Bee Slim: Complete Recorded Works Vol. 1–9